# Demonax borneensis
Demonax borneensis är en skalbaggsart som beskrevs av Fisher 1935. Demonax borneensis ingår i släktet Demonax och familjen långhorningar. Inga underarter finns listade i Catalogue of Life.